# Edéia
Edéia este un oraș în Goiás (GO), Brazilia.